# اکریسون لینئولاتوم
اکریسون لینئولاتوم یک گونه سوسک از خانوادهٔ سوسک‌های شاخک‌دراز و از زیرخانوادهٔ شاخک‌درازیان است. ویلهلم فردیناند اریکسون در سال ۱۸۴۷ این گونه را توصیف و بررسی کرده است. این گونه در کشورهای اکوادور, پرو, بولیوی, شیلی و جزایر گالاپاگوس یافت شده است.